# Hone-onna

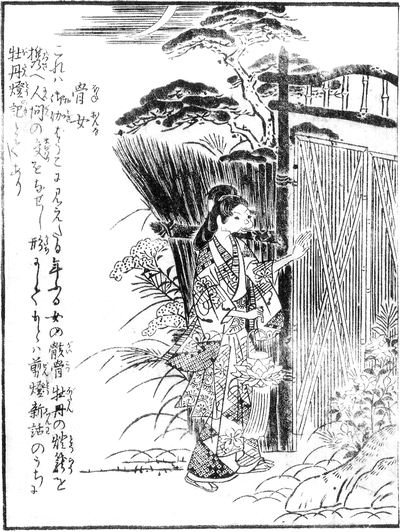
Hone-onna du Konjaku Gazu Zoku Hyakki

 (mai 2025).
Si vous disposez d'ouvrages ou d'articles de référence ou si vous connaissez des sites web de qualité traitant du thème abordé ici, merci de compléter l'article en donnant les références utiles à sa vérifiabilité et en les liant à la section « Notes et références ».
Hone-onna (骨女, honeon’na, litt. femme os) est un yōkai du folklore japonais. Sous la forme d'une très belle femme, il propose de s'offrir aux hommes et, pendant ce temps, il aspire leur force vitale, comme les succubes d'Europe.

## Apparitions
- La Fille des enfers
- Kitaro le repoussant